# Río Lovat

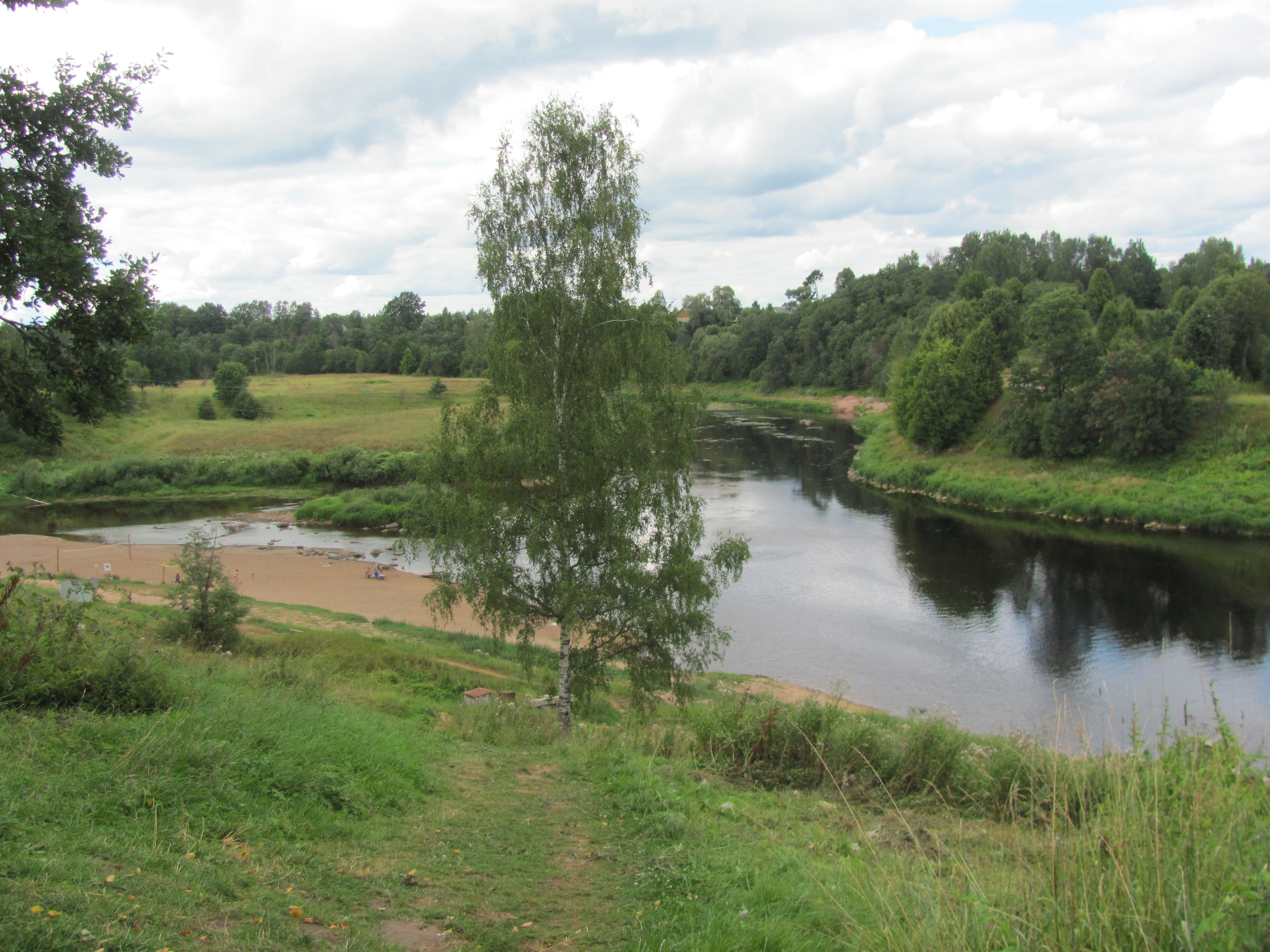
Vista del río en Kholm

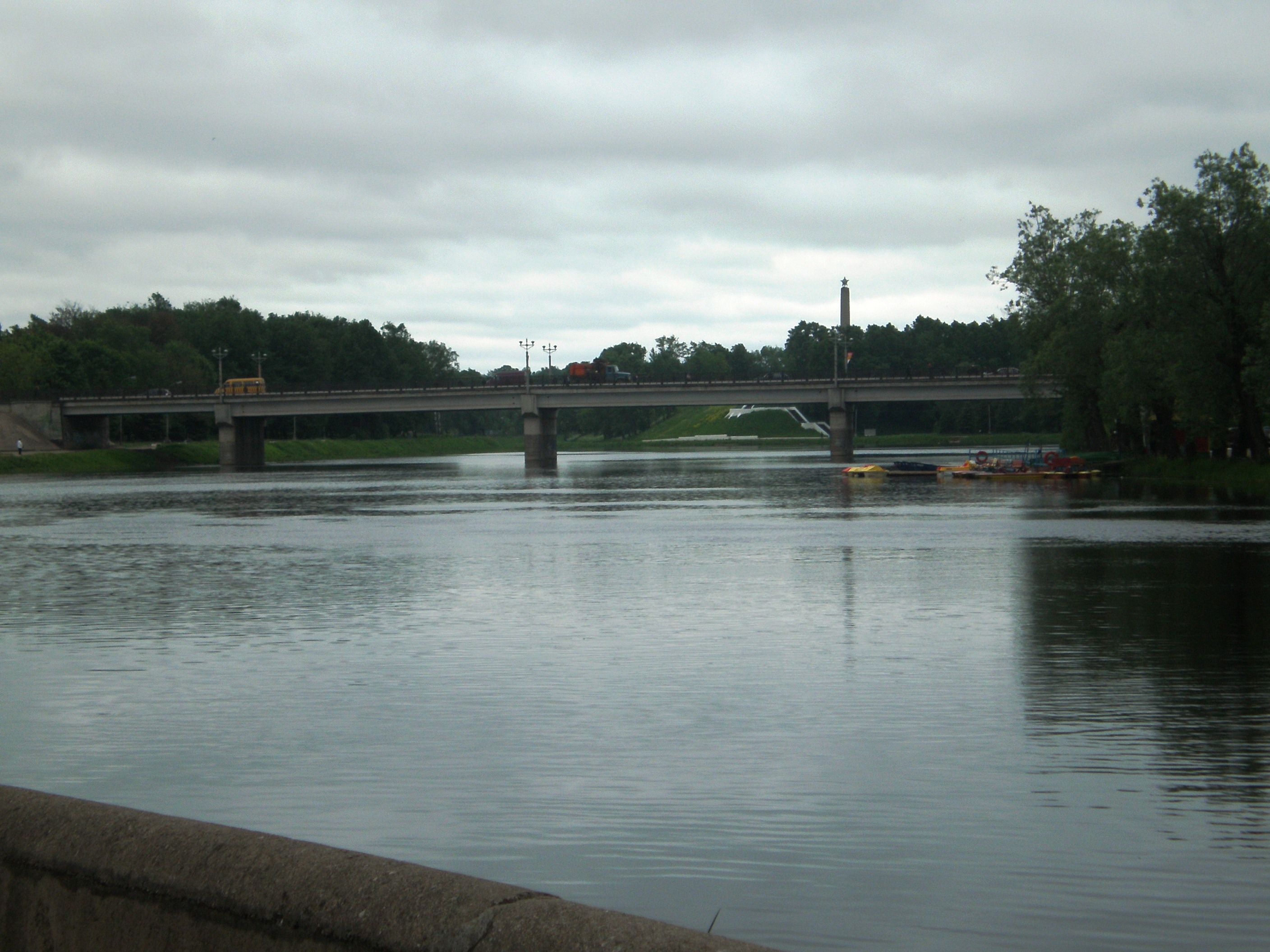
El río en Velikyje Luki (Pskov)

El río Lovat (del ruso: Ловать) es un importante río del noreste de Europa que discurre por Bielorrusia y Rusia y desagua en el lago Ilmen. Tiene una longitud de 530 km y drena una cuenca de 21.900 km² (similar a países como Israel o El Salvador).
Administrativamente, el río discurre por la Provincia de Vítebsk de Bielorrusia y por los óblasts de Pskov y del Nóvgorod de la Federación de Rusia.

## Geografía
El río Lovat tiene su fuente en el pequeño lago Lovatets, localizado en la parte noroeste de Bielorrusia, en la provincia de Vítebsk. El río comienza su curso dirigiéndose durante un corto tramo hacia el sureste, hasta la pequeña localidad de Mezha, donde vira al noreste, atravesando de forma consecutiva dos pequeños lagos. Sale de Bielorrusia y se adentra en Rusia por el óblast de Pskov.
Toma dirección norte, pasando por la localidad de Kodotskovo y atraviesa el lago Vorohobskoe, para continuar hacia el norte hasta llegar a la ciudad de Velikie Luki (104.979 hab. en 2002). Sigue por las pequeñas localidades de Koshevitsi, Detkovichi, Cherpesa, Jochuzh y Ust'le, donde recibe, por la izquierda, al primero de sus afluentes de importancia, el río Loknia (119 km). Prosigue por Serguelkovo y Podberez'ie. Aquí vira un corto tramo hacia el este, pasando por Mailie Kunitsi e Iermaki, donde reemprende su discurrir al norte.
Tras pasar por Juadiaki se interna en el óblast de Nóvgorod, virando ligeramente hacia el noreste. Pasa por las localidades de Gribino, Makarovo Vtorole, Kuzermkino y llega a Kholm (4.325 hab. en 2002), donde recibe por la derecha al río Cunya (236 km), que acaba de recibir a su vez casi en la boca a los ríos Bolshoi Tuder y Maly Tuder. Continua aguas abajo su discurrir llegando a Rakovo, Priezzhaia, Bolshoi Zabor'ie, Sredneie Zabor'ie, Blaznija, Kniaschina, Gubino, Liublino, Seleleva, Lobini, Zaluch'ie, Dorogani, Novaja Peresa, Staraia Peresa, Budomitsi, Jodini, Lipno y Luka. Recibe después por la derecha, y proveniente del sur, al río Jazvizenskaja Rob'ija y pasa frente a Kulakovo, Boltsi, Ramushevo, Aleksandrovka, Berliukovo, Komarovo, Parfino y Pustoborodovo. Entra en su tramo final, en el que el río tiene abundantes brazos y entra en una zona deltaica y tras recibir por la derecha al río Polomet' y por la izquierda, casi en la desembocadura a los ríos Redya (133 km) y al Polist (176 km), desagua en el lago Ilmen.
El río Lovat pertenece a la cuenca del río Neva, ya que sus aguas desaguan en el Báltico vía río Voljov y después lago Ladoga.

### Afluentes
Sus principales afluentes son los siguientes:
- río Loknia (Локня), por la margen derecha, con 119 km de longitud y una cuenca de 2.190 km²;
- río Cunya (Кунья), por la margen derecha, con 236 km de longitud y una cuenca de 5.140 km²;
- río Polist (Полисть), por la margen izquierda, casi en la desembocadura, con 176 km de longitud y una cuenca de 3.630 km²;
- río Redya (Редья), por la margen izquierda, casi en la desembocadura, con 133 km de longitud;

## Hidrometría
El caudal del río Lovat se ha observado durante 1911-85 (63 años) en Jolm, pequeña ciudad del óblast de Novgorod situada más o menos 130 km aguas arriba de su desembocadura en el lago Ilmen.
En Kholm, el caudal medio anual observado en este período fue de 97,9 m³/s para una zona drenada de 14.700 km², aproximadamente dos tercios del total de captación del río que tiene 21.900 km². La lámina de escorrentía en la cuenca del río llegó a la cifra de 210 mm por año, que puede considerarse como moderadamente alta y corresponde a las mediciones obtenidas en otros ríos de la región.
El Lovat, en general, es un curso caudaloso y bien alimentado, con dos períodos de inundaciones. Se producen grandes inundaciones desde finales de marzo a mediados de mayo, con un pico en abril (media mensual de 426 m³/s), que corresponden a la fusión de la nieve después de un largo período de heladas y nevadas. En mayo, el caudal del río desciende drásticamente, lo que conduce rápidamente a las aguas bajas de la temporada de verano que tienen lugar en julio y agosto. En el otoño hay una segunda inundación, muy inferior a la de la primavera, relacionada con las lluvias, que va de octubre a diciembre. Después llegan las heladas invernales con frecuentes nevadas que llevan a un nuevo nivel de aguas bajas, como en toda la vasta llanura rusa.
El caudal medio mensual en agosto (mínimo estiaje) fue de 38,4 m³/s, o menos del 10% de la media del mes de abril (la mayor del año), que hace resalta la amplitud de las variaciones estacionales. En el período de observación de 63 años, el caudal mínimo mensual fue 3,38 m³/s (diciembre de 1939), mientras que el caudal máximo mensual ascendió a 750 m³/s (abril de 1915).
Caudal mensual del río Lovat medido en la estación hidrométrica de Kholm (m³/s)
(Datos calculados en el período 1911-85 - 63 años)